# Mugateke
Mugateke är ett periodiskt vattendrag i Burundi.   Det ligger i provinsen Cankuzo, i den östra delen av landet, 130 kilometer öster om huvudstaden Bujumbura.
Omgivningarna runt Mugateke är en mosaik av jordbruksmark och naturlig växtlighet. Runt Mugateke är det ganska tätbefolkat, med 155 invånare per kvadratkilometer.